# Арто, Флоранс
Флоранс Арто (фр. Florence Arthaud; 28 октября 1957, Булонь-Бийанкур, Франция — 9 марта 2015, Вилья-Кастелли, Ла-Риоха, Аргентина) — французская яхтсменка и писательница.

## Биография
В 17 лет попала в тяжёлую автокатастрофу и чудом осталась жива, но полгода провела прикованной к кровати. На её реабилитацию ушло два года, но Флоренс успешно вернулась не только к полноценной жизни, но и в спорт.
В 1990 году она выиграла гонку Route Du Rhum на лодке Pierre 1er. В 1997 году на счету Арто триумф в Transpacific в паре с Бруно Пейроном. Написала несколько книг o своём жизненном пути и спортивной карьере.
В 1992 году она совместно с яхтсменом Титуаном Ламазу стала организатором ассоциации «Tour du Monde en 80 jours». 
С писателем Jean-Louis Bachelet они опубликовали ее мемуары "Cette nuit la mer est noire " в марте 2015.

## Личная жизнь
От брака с профессиональным моряком Лоиком Линго есть дочь. 24 сентября 2005 года вышла замуж за Эрика Шарпантье, но этот союз не продлился долго.

## Гибель
Погибла в авиакатастрофе в Аргентине 9 марта 2015 года (столкновение двух вертолётов на высоте 100 метров), во время съёмок экстремального реалити-шоу.

## Документальные фильмы
- 2016 - Флоранс Арто / Florence Arthaud (реж. Лоран Аллен-Карон / Laurent Allen-Caron, с Жан-Луи Башле ( Jean-Louis Bachelet)

## Кино
- 2023 - Фло / Flo. Фильм, байопик (Франция, 2023). Режиссёр: Жеральдин Данон. В роли Флоранс Арто: Стефани Кайар / Stéphane Caillard.